# Zofia Woźna

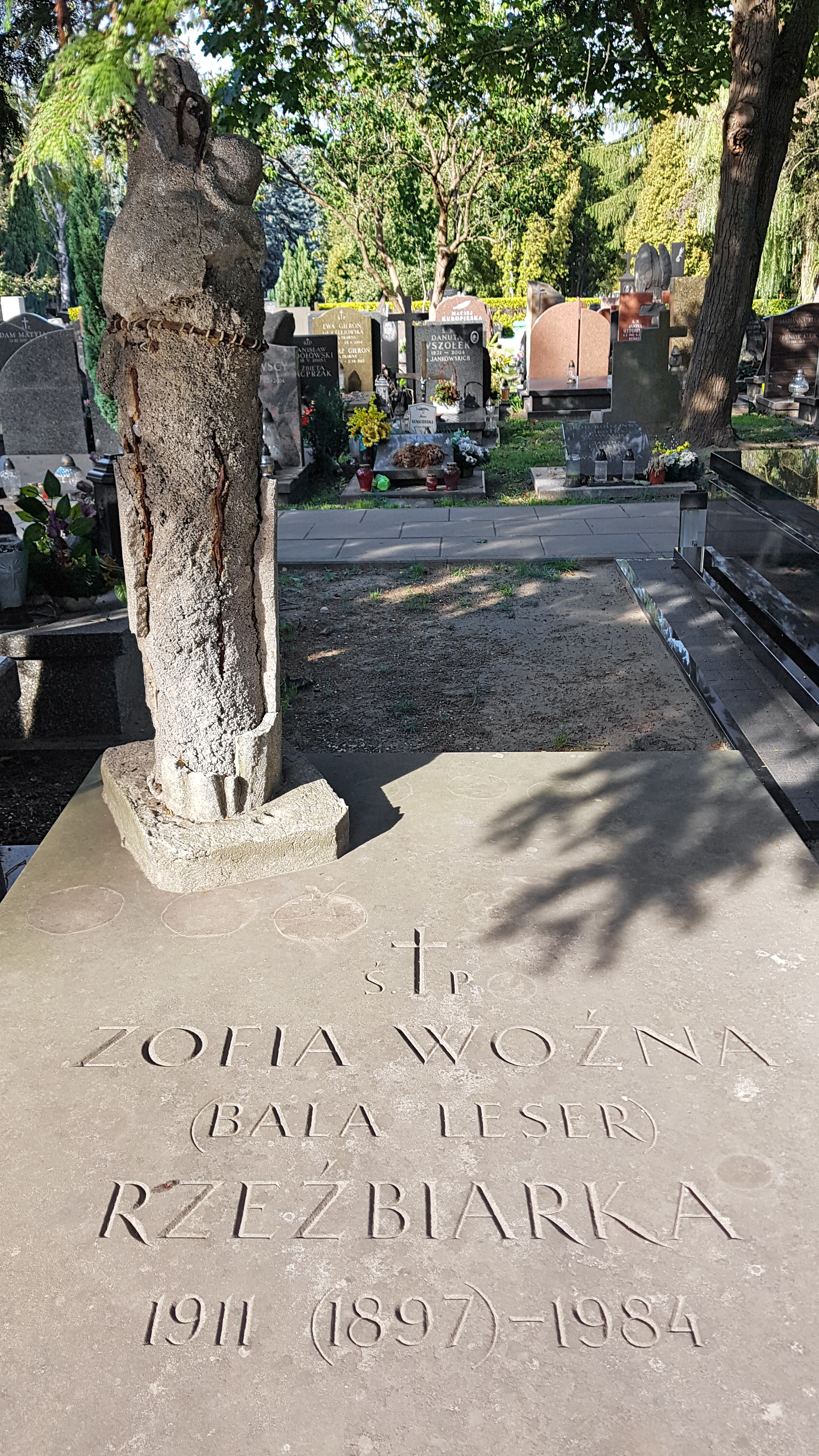
Grób Zofii Woźnej na Cmentarzu Wojskowym na Powązkach.

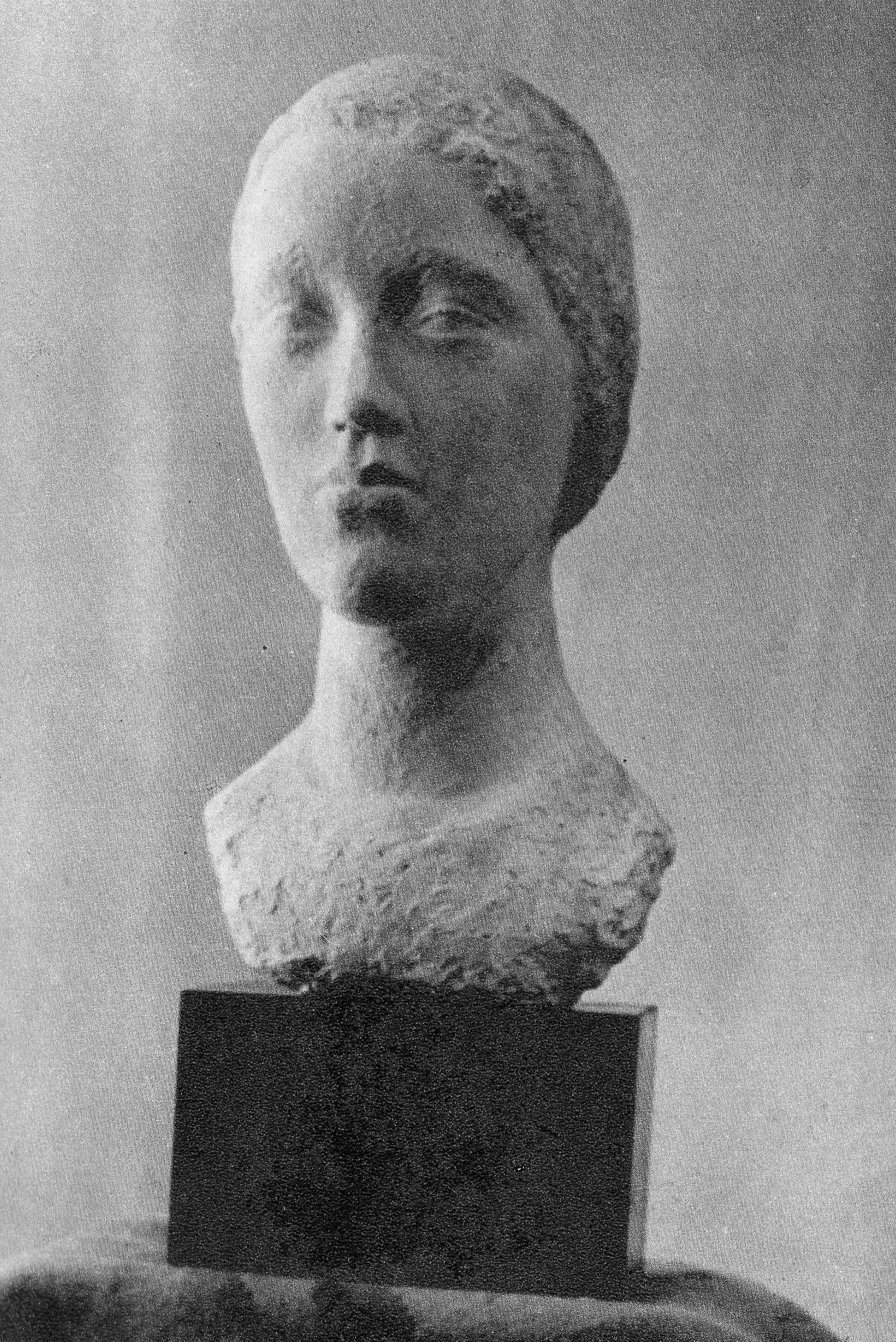
Głowa dziewczynki 1954 r.

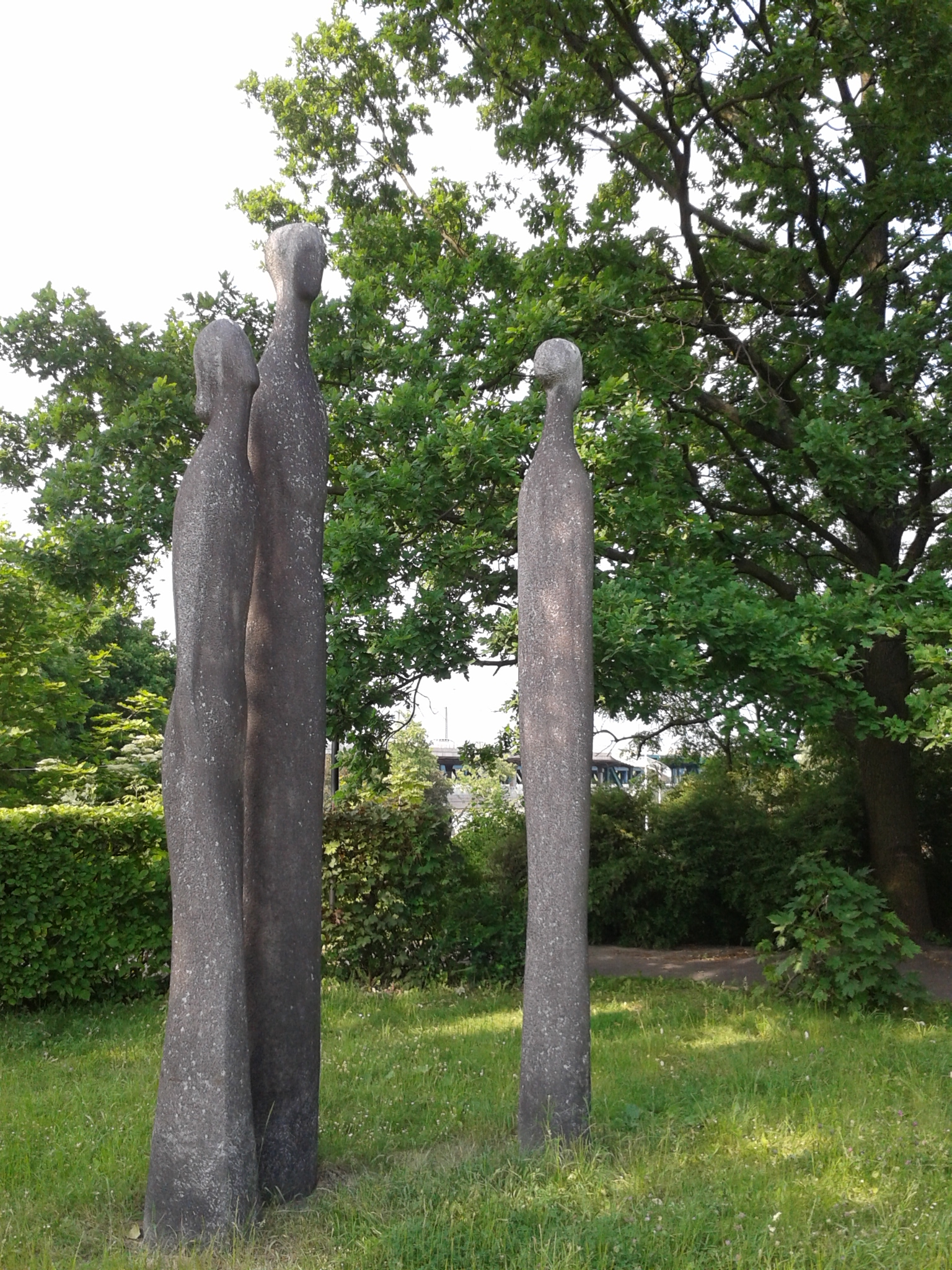
Rzeźba „Samotność” (Trzy cienie) 1965 r. w Parku im. R. Traugutta w Warszawie.

Zofia Woźna, właśc. Bala Leser (Beile Breindel Leser) (ur. 31 października 1911 w Besku, zm. 14 maja 1984 w Warszawie) – polska rzeźbiarka i malarka pochodzenia żydowskiego, jedna z pierwszych studentek na Akademii Sztuk Pięknych w Krakowie.

## Życiorys
Naprawdę Bala Leser (Beile Breindel Leser) urodziła się 16 października 1897 w Krakowie jako trzecie dziecko Markusa (Mikołaja) Lesera i Sary z domu Strücker. Miała jeszcze dwóch braci: Schaje Uschera i Chaima.
Studiowała w krakowskiej Akademii Sztuk Pięknych (w latach 1919–1927) pod kierunkiem Wojciecha Weissa, Józefa Pankiewicza, Fryderyka Pautscha, Felicjana Kowarskiego (absolutorium w 1934). 
W czasie wojny zmieniła tożsamość i już do końca życia funkcjonowała pod nazwiskiem Zofia Woźna. Według nowych dokumentów była 14 lat młodsza niż w rzeczywistości. W związku z tym w swoich życiorysach artystycznych podawała inną niż naprawdę datę ukończenia akademii. Podobnej zmiany tożsamości dokonała inna z pierwszych studentek na krakowskiej ASP, jej koleżanka Joanna Grabowska. Tak jak i inni artyści (m.in. Maria Jarema, Henryk Wiciński, Artur Nacht-Samborski) uciekła do Lwowa i działała w kooperatywie „Chudożnik”. Zaraz po wyzwoleniu przeniosła się do Lublina, a potem zamieszkała w Warszawie. 
Tworzyła popiersia i rzeźby figuralne, a także kompozycje o charakterze pomnikowym. Skłaniała się ku syntezie i kubistycznemu traktowaniu formy, w pierwszej połowie lat 50. XX wieku tworzyła w duchu realizmu socjalistycznego. Równolegle zajmowała się malarstwem sztalugowym tworząc serie obrazów o tematyce morskiej, portrety i wnętrza.
Była laureatką Nagrody II stopnia Ministerstwa Kultury i Sztuki za całokształt twórczości (1965), Srebrnego medalu na I Festiwalu Sztuk Pięknych w Warszawie (1966). Wiele jej prac można znaleźć w zbiorach kolekcji Centrum Rzeźby Polskiej w Orońsku.
Nigdy nie wyszła za mąż, ani nie miała dzieci.
Zmarła 14 maja 1984 r. w Warszawie, pochowana na cmentarzu Wojskowym na Powązkach (kwatera M-2-2), w niedalekiej odległości spoczywa Joanna Grabowska. Pogrzebem Zofii Woźnej zajmowała się Janina Jaworska, która przyjaźniła się z artystką. 

## Wybrane wystawy
- V 1934 – Wystawa Wojciech Weiss i jego uczniowie, TPSP, Kraków[8]
- 1944 – Wystawa „Polonia” 1939–1944, Muzeum Lubelskie, Lublin[9]
- III 1946 – Konkurs Rzeźby Religijnej, wystawa 50 rzeźb z konkursu Ministerstwa Kultury i Sztuki na małą rzeźbę kameralną (Zofia Woźna nagroda MKiS)[10]
- 1947 – III Salon Ogólnopolski, Poznań (nagroda)[11]
- 1951 – II Ogólnopolska Wystawa Plastyki, Zachęta, Warszawa[12]
- VI–IX 1954 – IV Ogólnopolska Wystawa Plastyki, Zachęta, Warszawa (trzecia nagroda)[13]
- XII 1958-I 1959 – Rzeźba Warszawska 1945–1958, Zachęta, Warszawa[14]
- 1960 – Rzeźba polska 1945–1960, Zachęta, Warszawa[15]
- IV 1963 – Wystawa rzeźby i malarstwa Zofii Woźnej, ZPAP, Centralne Biuro Wystaw Artystycznych Zachęta, Warszawa[16]
- I 1965 – Wystawa Rzeźby i Grafiki Okręgu Warszawskiego ZPAP, Zachęta, Warszawa[17]

## Najważniejsze prace
- Lea Gebirtig, żydowska pieśniarka (1957)
- Pamięci Janusza Korczaka (1981)
- Morze cykl (1958–61),
- Samotność (1961). Rzeźbę tę artystka wykonała z trzech kolumn rozebranego Pałacu Kronenberga. W 1965 ustawiono ją w Parku im. Romualda Traugutta w Warszawie[18]

## Ordery i odznaczenia
- Krzyż Kawalerski Orderu Odrodzenia Polski (1964)[19]
- Medal 10-lecia Polski Ludowej (19 stycznia 1955)[20]
- Złoty Krzyż Zasługi (11 lipca 1955)[21]